# František Kočvara
František Kočvara (* um 1750 in Prag; † 2. September 1791 in London; auch Franz Koczwara oder Franz Kotzwara) war ein böhmischer Komponist und Geiger.

## Leben
Franz Kočvara lebte und wirkte nach Aufenthalten in Deutschland, auf den britischen Inseln als ausführender Musiker, Lehrer und Komponist. Er beherrschte zahlreiche Instrumente und hatte den Ruf als ausgezeichneter Geiger, ferner spielte er Bratsche, Cello und Kontrabass, sowie Oboe, Flöte, Fagott und Cister. Bekannt ist, dass er von 1774 bis 1776 Mitglied im Bath Theatre Orchestra war. Ab 1776 lebte er in London. Mitte der 1780er Jahre wirkte er in Irland, danach war er Kontrabassist im King’s Theatre.
Aufsehen erregten die Umstände seines Todes: Er starb durch Erhängen in einer suspekten Kneipe. Eine Prostituierte, die beschuldigt wurde, ihn ermordet zu haben, wurde später freigesprochen.

## Werk
Kočvara war ein fruchtbarer Komponist, seine melodiösen Werke waren sehr populär. Er komponierte in erster Linie Cembalo- und Violinsonaten, Triosonaten, Streichquartette und weitere Kammermusik. Berühmt wurde seine programmatische Musik The Battle of Prague (Die Schlacht bei Prag) für Cembalo, Violine, Cello und Tambour, die bis zum Ende des 19. Jahrhunderts mehr als dreißig Mal aufgelegt wurde.

## Werke (Auswahl)
- 6 „Songs“ (London, 1775)
- 3 „Serenades for violin, viola, cello and 2 horns“, Op. 1 (herausgegeben mit Felice Giardini, Amsterdam um 1775)
- 4 „Sonatas alto et basse continue“, Op. 2 (Bonvin, Paris, 1787)
- 6 „Trio Sonatas“ (London, um 1777)
- 6 „Trio Sonatas for 2 violin with basso continuo“ (2 horns ad lib.), Op. 5 (London, 1778)
- „A Periodical Overture in 8 Parts“, Op. 10 (um 1790)
- „The Battle of Prague, Sonata in F major for pianoforte with accompaniments for violin, cello and drum“, Op. 23 (London, J. Lee, um 1788)
- 3 „Sonatas for the harpsichord or pianoforte with accompaniment for violin“, Op. 34 (London, 1791)
- 3 „Sonatas for fortepiano“, Op 36. (Mannheim, um 1791)
- „Six easy Duetts for 2 violas“ Op. 37 (1791)